# Cynortoides
Cynortoides is een geslacht van hooiwagens uit de familie Cosmetidae.
De wetenschappelijke naam Cynortoides is voor het eerst geldig gepubliceerd door Roewer in 1912. 

## Soorten
Cynortoides omvat de volgende 8 soorten:
- Cynortoides albiadspersus
- Cynortoides caraibicus
- Cynortoides cubanus
- Cynortoides lateralis
- Cynortoides marginatus
- Cynortoides quadrispinosa
- Cynortoides roeweri
- Cynortoides v-album